# لی کیو هیونگ
لی کیو هیونگ (کره‌ای: 이규형؛ زادهٔ ۲۹ نوامبر ۱۹۸۳) بازیگر اهل کره جنوبی است. از آثاری که در آنها ایفای نقش کرده‌است می‌توان به زندگی و ما همه مرده‌ایم اشاره کرد.